# Ziegelei Siegeroth

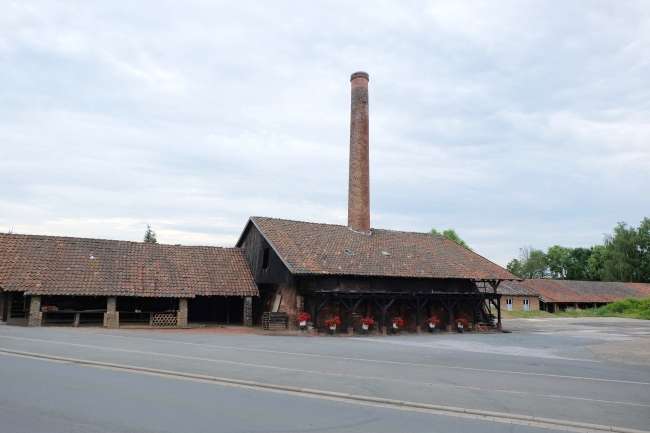
Ziegelei Siegeroth am östlichen Siedlungsrand von Lünen-Wethmar an der Straße nach Werne

Die Ziegelei Siegeroth war ein handwerkliches Familienunternehmen im Lüner Ortsteil Wethmar, früher Altlünen. Das Firmengelände wird heute in funktionstüchtigem Zustand für Museumszwecke erhalten.
Begonnen mit der Firmengründung im Jahre 1811 befindet sich das Unternehmen seit über fünf Generationen im Besitz der Familie Siegeroth. Aus Essen kommend, gründete der Ur-Ur-Großvater eine Ziegelei – damals nichts Besonderes im lehmreichen Westfalen; zeitweise gab es bis zu 13 Ziegeleien in Lünen. Zunächst waren Feldbrandöfen im Einsatz, dann erst ein Kasseler Ofen, der bereits mit Schamottesteinen ausgelegt war und Seitenbefeuerung hatte, 1870 kamen zwei weitere hinzu. 1930 wurden die Öfen durch einen sog. Zick-Zack-Ofen mit acht Kammern ersetzt. Einzelne Arbeitsschritte wurden im Lauf der Jahre modernisiert (1956 künstliche Trocknung, 1959 automatische Abschneidevorrichtung, später automatische Schüranlage und Teile der Lehmaufbereitung/-formung).
Zick-Zack-Ofen und der Schuppen sind ein Industriedenkmal. Nach den alten Bauplänen von Siegeroth wird der Zick-Zack-Ofen nun mehrfach in Ruanda nachgebaut (2017).
Die Ziegelei Siegeroth legte immer Wert auf Handarbeit und konnte gegen größere, auf Massenproduktion ausgelegte Betriebe nur deshalb überleben, weil sie immer wieder die Produktion auf neue, innovative Produkte umstellte. Zuerst wurden Randsteine für Gärten gebrannt, bekannt als „Pättkensteine“. Später waren es Gitterziegel, Drainröhren, druckfeste Abdeckplatten für Kabelschächte und sogar achteckige, stapelbare Röhren für Weinflaschen.
Am 31. Januar 1995 wurde jedoch der letzte Brand (= Produktionsdurchgang) durchgeführt. Die gesamte Anlage aus Ofen, Werkstatt, Lehmhalde und Trockenschuppen ist seitdem von der Familie in museumsfreiem Zustand erhalten worden. Die Betriebsgenehmigung ist allerdings erloschen, so dass heute kein Aufheizen der Öfen mehr erlaubt ist.
In den letzten Arbeitsjahren vor der Stilllegung wurden von Westfälischem Landesmuseum für Industriekultur verschiedene Fotoreihen und Lehrfilme von den Produktionsschritten angefertigt. Einzelne technische Geräte werden in Museen des Landschaftsverbands Westfalen-Lippe ausgestellt.
Die Ziegelei Siegeroth steht inzwischen unter Denkmalschutz und ist Teil der Route der Industriekultur.